# 約書亞·馬士曼

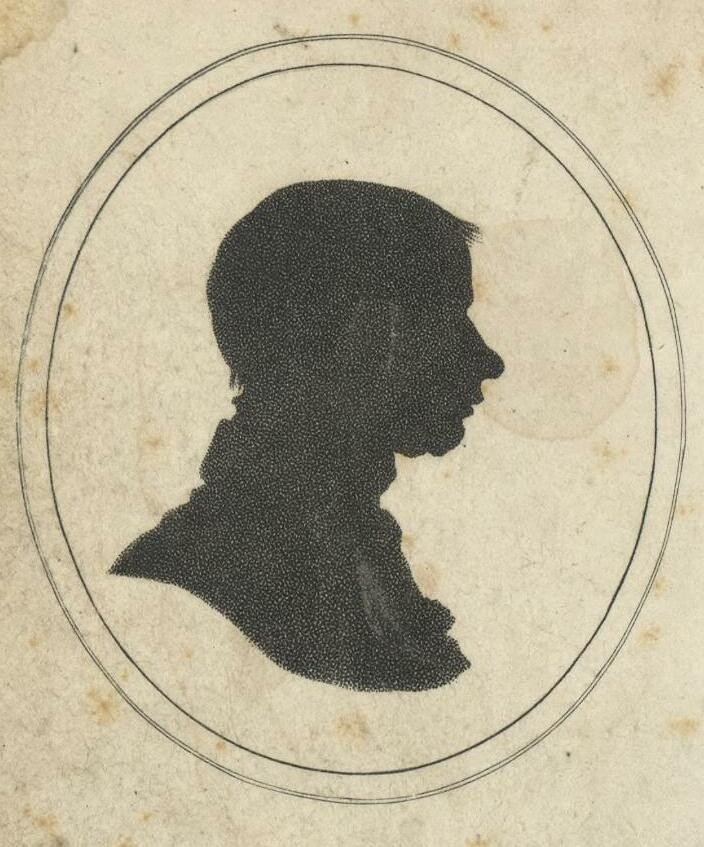
十九世紀約書亞．馬士曼的肖像

約書亞·馬士曼（Joshua Marshman，1768年4月20日—1837年12月6日）是一位在印度孟加拉地區傳教的英籍的基督教傳教士。他傳教的工作包括社會改革和與受過教育的印度教徒（如拉姆·莫漢·羅伊）的知識分子辯論。

## 出身
約書亞·馬士曼於1768年4月20日於英國南部威爾特郡（Wiltshire）的威斯伯雷巿出生。 他的家族鮮為人知，只知道他們是奧利華·克倫威爾克倫威爾軍隊中的一名軍官的後裔。
馬士曼的父親約翰在海上度過了他生命的早期，在1759年攻佔魁北克時，他在羅伯特·邦德船長指揮的英國護衛艦上工作。此後不久，他回到了英國，並於1764年與瑪麗·庫茲納結婚。瑪麗·庫茲納是法國人，她一家在《南特敕令》被廢除後前往英國尋求庇護；婚後他住在威爾特郡，從事織布的工作。

## 早年
馬士曼的家庭很窮，只能給他有限度的教育。1791年，馬士曼與聶哈拿（Hannah Shepherd）結婚，並由威爾特郡遷往布里斯托居住。他們加入了當地的遼原浸信會（Broadmead Baptist Church）, 馬殊曼在由該教會開辦的學校中出任校長，他自己亦在布里斯托爾浸信會大學（Bristol Baptist College）就讀。
1799年5月29日，馬士曼和妻子、兩個孩子由樸茨茅夫登船前往印度。雖然有法國海軍攻擊的威脅，但在1799年10月13日，他們一家人安全抵達塞蘭坡（塞蘭坡位於加爾各答以北幾英里，當時是丹麥的殖民地）。

## 家庭

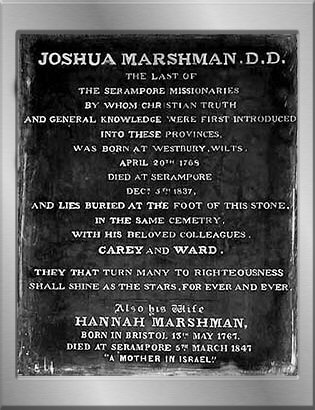

馬士曼夫婦育有十二個孩子，但當中只有五個在馬士曼的太太去世時還活著。
1800年，他第一次與傳教士威廉·克理的四個孩子見面，當時他們分別是4歲、7歲、12歲和15歲，後來馬士曼夫婦和他們印刷界的朋友威廉·華德（William Ward）把這些孩子帶在身邊，建立、指導和陪伴他們。當時威廉·克理在加爾各答的威廉堡學院（Fort William College）任教，並忙於他的其他傳教工作，但因著馬士曼他們的幫忙，威廉·克理的四個孩子最後都各有成就。
馬士曼的兒子約翰·克拉克·馬士曼（John Clark Marshman，1794–1877）也成為威廉堡學院傳教工作不可或缺的部分，他也是一名正式的孟加拉語翻譯員，並出版了《民法指南》，在托馬斯·巴賓頓·麥考利的工作之前，該指南是印度的民法典；他還撰寫了《印度史》（1842）。

## 翻譯工作

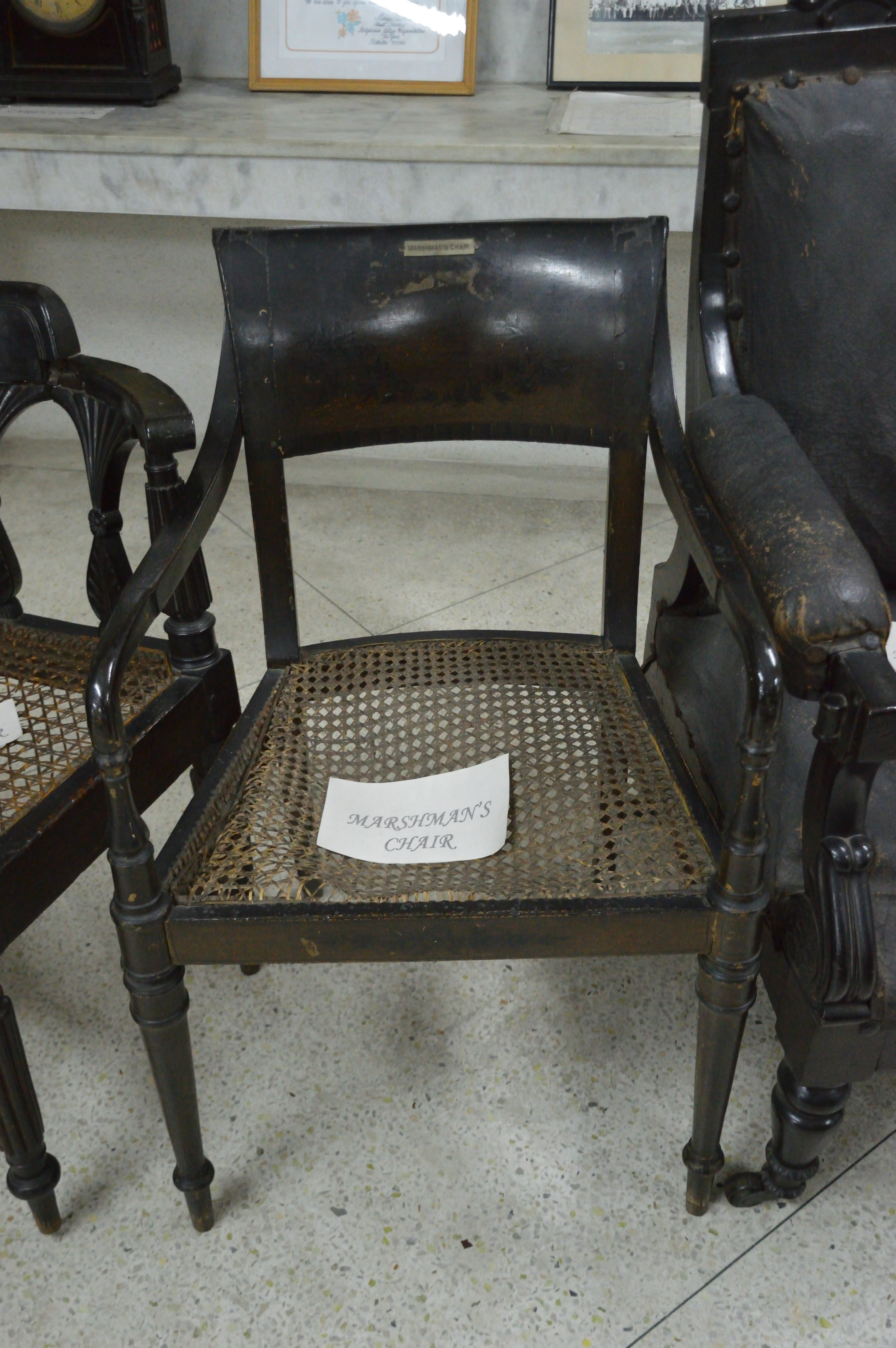
塞蘭坡學校內，約書亞·馬士曼曾經用過的椅子。

就像與他一同工作的威廉·克理一樣，馬士曼也是一名有天賦、才華洋溢的學者。馬士曼和威廉·克理一同把聖經翻譯作許多種不同的印度語言，並把一些經典的印度文學作品翻譯為英文，其中包括他們於1806年完成第一本的翻譯作品《羅摩衍那》。
1806年年頭， 他和威廉·克理的其中兩個兒子一同遷往塞蘭坡，開始從拉沙教授（Prof. Hovhannes Ghazarian, 又名Johannes Lassar）的身上學習中文。拉沙是生於澳門的亞美尼亞裔人，說得一口流利的中文，他和兩位中國助手 被威廉·克理承諾每年提供的450英磅的薪水吸引到威廉堡。  馬士曼最少在拉沙身上學了五年中文，在這期間，拉沙出版了幾卷福音書。
1809年，他製作了《論語》的第一個由直接由中文譯為英文的版本，取代了1724年由法語和拉丁語的間接翻譯。 該作品自稱是兩卷中的第一卷， 但第二卷似乎沒有印刷過。
1809年11月，馬士曼發表了《中國語言的文字和聲音的論文》:98 隨後在1814年發表了《中文之鑰：中文文法的元素》（Clavis Sinica: Elements of Chinese Grammar）。前者是第一本針對以英語為母語的人所出版的、有羅馬字母拼音的中文作品，早於戴維斯爵士（1824）和馬禮遜（1828）。他作品的品質，無論是在原則方面還是在執行方面，都受到了戴維斯爵士的尖銳批評。
1817年，第一本由拉沙和馬士曼翻譯的《聖經》中文譯本出版，一般稱作馬士曼譯本。
馬士曼在印度報紙的發展中也扮演了一個重要角色。他熱衷於教育實踐的新發展，儘管殖民當局傾向於用英語授課，他仍鼓勵學校用當地語言教學。

## 創辦塞蘭坡學院
1818年7月15日，威廉·克理、約書亞·馬士曼和威廉·華德（宣教團隊的一員）發佈了一份由馬士曼撰寫的創辦計劃書，提議成立一所新的學院，並希望這所學院「可以指導亞洲人、基督徒和其他年青人學習東方文學和歐洲科學」，因此塞蘭坡學院（Serampore College）誕生了，它至今仍然繼續運作。

有次他們面對一個不實的謠言，指控他們不當地使用資金，導致華德在美國籌集的現金流接近用光了。在那段資金緊張的時候，威廉·克理寫道：
馬士曼博士和我一樣窮，我幾乎不能每月拿出一筆錢來救濟我歐洲的幾個貧困親屬。我可能有很多財產，但我除了吃喝穿用之外，把我的一切都奉獻給了傳教事業，馬士曼博士也這樣做，華德先生亦是如此。

## 著作
- Marshman, Joshua. . Serampore. 1809  [2023-05-06]. OCLC 20216718. （原始内容存档于2023-06-03）.
- Marshman, Joshua. . Serampore: Printed at the Mission Press. 1814. ISBN 9781139507288. doi:10.1017/CBO9781139507288.

## 書目
- Marshman, John Clark.  I & II. London: Longman, Brown, Green, Longmans, & Roberts. 1859  [2023-05-06]. （原始内容存档于2023-06-01）.
- Sunil Kumar Chatterjee. . 2001. OCLC 51228078.
- The Council of Serampore College.  4th Edition. 2006. OCLC 173263455.

## 外部連結
- Bengal Obituary – 1848 （页面存档备份，存于）